# Srednjeveška glasba
Srednjeveška glasba je izraz, pod katerim pojmujemo evropsko glasbo srednjega veka. To obdobje se začenja s propadom Rimskega imperija in se okvirno končuje sredi 15. stoletja, različni datumi se lahko nanašajo na odkritje Amerike (1492), začetek Renesanse, nekateri zgodovinarji kot prelom uporabljajo tudi letnico 1400.